# Петухова (Тюменская область)
Петухова — упразднённая деревня в Вагайском районе Тюменской области России. Входила в состав Шестовского сельского поселения. В 2013 году исключена из учётных данных, в связи с прекращением существования.

## География
Деревня находилась в восточной части Тюменской области, в пределах подтаёжно-лесостепного района лесостепной зоны, севернее болота Зимник, на региональной дороге 71Н508 «Шестовое — Юрмы — Лаймы», на расстоянии примерно 2 километре (по прямой) к юго-западу от села Шестовое.

## История
До 1917 года входила в состав Ашлыкской волости Тобольского уезда Тобольской губернии. По данным на 1926 год деревня состояла из 38 хозяйств. В административном отношении входила в состав Шестовского сельсовета Черноковского района Тобольского округа Уральской области.

## Население
| 1989 | 2002 | 2010 |
| ---- | ---- | ---- |
| 19   | ↘7   | ↘1   |

По данным переписи 1926 года в деревне проживало 230 человек (114 мужчин и 116 женщины), в том числе: русские составляли 100 % населения.